# آداب النفوس
آداب النفوس از آثار ابو عبدالله الحارث بن اسد المحاسبی العنزی است. وی در این کتاب توجه خود را بر قلب متمرکز می سازد و در پی آن است که تبیین کند چگونه می توان قلب را از مراقبه، تطهیر عمل، صدق و شکر، رجا و خوف، بلوی و اختیار، مراجعه نفس، توبه، یقین، یقظه، اخلاص و ریا، محاسبه نفس و توکل می پردازد. 